# Skating-Rink
Skating-Rink (H. 40) est un ballet pour patins à roulettes commandé par Rolf de Maré pour les Ballets suédois, chorégraphié par Jean Börlin sur une musique d'Arthur Honegger, composée en 1921-1922. Les décors et costumes sont de Fernand Léger et l'argument de Ricciotto Canudo. Le ballet est créé le 20 janvier 1922 au Théâtre des Champs-Élysées à Paris.

## Historique

### Le Groupe des six et Diaghilev
Dès 1917, le Russe Serge de Diaghilev et sa troupe des Ballets russes sont à Paris. Sensible à l'esthétique surréaliste, il se tourne vers le trio formé par Erik Satie, Jean Cocteau et Pablo Picasso. Ainsi naît le ballet Parade dont Léonide Massine crée la chorégraphie.
Quand Cocteau fomente son coup d'état esthétique et impose un néoclassicisme musical à la française, le Groupe des six nait sous ses auspices et se réunit dès avril 1919 et surtout en janvier 1920. Cette naissance est consacrée par l'article d'Henri Collet dans Comœdia,, instituant malgré eux le Groupe de six. Honegger participe au groupe un peu par hasard et sera peut-être celui qui s'en détachera avec le plus de facilité. Dès 1920, il publie une Sarabande dans l’Album des Six. 
La décennie 1920-1930 est dominée en France par l'idée qu'il n'existe aucun compositeur de valeur hors de ce groupe. Diaghilev commande ainsi plusieurs pièces à ses membres : Les Fâcheux et Les Matelots à Georges Auric, Les Biches à Francis Poulenc ou encore Le Train Bleu à Darius Milhaud. Honegger reste à l'écart de ces tribulations et il faut attendre 1921 pour qu'une commande de ballet lui parvienne, encore que celle-ci n'émane pas des Ballets russes, mais des Ballets suédois qui les ont remplacés au Théâtre des Champs-Élysées. Le 18 juin 1921, les Ballets suédois montent l'unique pièce collective de danse du Groupe des Six, Les Mariés de la tour Eiffel sur une chorégraphie de Cocteau et de Jean Börlin. Honegger est chargé de l'écriture de la Marche funèbre. 

### La naissance deSkating-Rink
Le directeur des Ballets suédois, Rolf de Maré, se tourne vers Arthur Honegger et lui commande la musique d'un ballet Skating-Rink, littéralement, « patinoire » ou « piste ». Le compositeur se met au travail dès 1921 et intitule sa partition Skating-Rink, symphonie chorégraphique. Il doit travailler dans l'urgence car la création du ballet est prévue pour 20 janvier et l'orchestration de l'œuvre est achevée le 15 janvier, soit cinq jours avant la création au Théâtre des Champs-Élysées à Paris. L'argument du spectacle est fourni par le poème Skating-Rink de l'écrivain franco-italien Ricciotto Canudo,.
Rolf de Maré a fait appel à un jeune peintre, alors peu connu, pour les décors et les costumes, Fernand Léger. Celui-ci crée des décors géométriques très colorés dans la veine cubiste, où dominent l'orange, le noir et le blanc.

### Argument et description
Le ballet suggère la monotonie de la vie représentée par la piste où tournent les patineurs-danseurs. Parfois un évènement vient rompre la ronde comme un imprévu dans la vie. 

### Réception et postérité
Si la musique est accueillie avec respect, le spectacle ne remporte pas un succès mémorable. On peut noter dans la composition de l'orchestre et pour la première fois la présence du saxophone que le compositeur réutilisera ultérieurement. Le critique Émile Vuillermoz écrit dans la Revue musicale du 1er février 1922 :
« C'est ainsi que l'on a voulu emprisonner dans la formule cubiste du peintre Fernand Léger et dans la chorégraphie anguleuse et contorsionnée de Jean Börlin, un thème plastique très souple de Canudo et une partition raisonnable, solide et traditionaliste d'Arthur Honegger. Les sifflets provoqués par les puzzles fracassants du décorateur et ses hideux costumes de papier-toile ont empêché d'entendre une musique saine et forte, dans l'esprit de la Tragédie de Salomé de Florent Schmitt, pleine de sève, de couleur, de mouvement et de générosité. Tel est l'inconvénient d'écarteler le malheureux spectateur en le faisant tirer par quatre artistes lancés dans des directions différentes »
La musique d'Honegger n'est guère séduisante selon Marcel Delannoy. Si la monotonie de la vie est correctement suggérée, les imprévus et évènements qui ponctuent la musique sont peu marqués.